# Jean-Luc Godard
Cet article concerne le réalisateur. Pour le poète, voir Jean-Luc Godard. Pour les autres homonymes, voir Godard.
Pour les articles homonymes, voir JLG.
Jean-Luc Godard est un cinéaste franco-suisse né le 3 décembre 1930 à Paris et mort le 13 septembre 2022 à Rolle (canton de Vaud).
Auteur complet de ses films, il en est fréquemment à la fois le réalisateur, le scénariste, le dialoguiste, et il en maîtrise le montage. Il y apparaît occasionnellement, parfois dans un petit rôle, parfois non comme acteur mais comme sujet intervenant. Producteur et écrivain, il est aussi critique de cinéma et théoricien du cinéma.
Comme Éric Rohmer, François Truffaut, Claude Chabrol, Jacques Rivette, Jean-Luc Godard commence sa carrière dans les années 1950 comme critique de cinéma. Il écrit notamment dans La Gazette du cinéma, les Cahiers du cinéma et Arts. Parallèlement à cette activité, il tourne des courts métrages en 16 mm : Opération Béton (1954), un documentaire sur la construction du barrage de la Grande-Dixence en Suisse, Une femme coquette (1955), inspiré de Guy de Maupassant et réalisé sans budget, Tous les garçons s'appellent Patrick, un marivaudage écrit avec Éric Rohmer, Une histoire d'eau (1958), qu'il monte à partir d'images filmées par François Truffaut, et enfin Charlotte et son jules (1958).
En 1959, il passe au long métrage avec la réalisation d'À bout de souffle. Le film rencontre un grand succès et devient un des films fondateurs de la Nouvelle Vague. Au cours des années 1960, il multiplie les projets et réalise plusieurs films par an. En 1960, il tourne ainsi Le Petit Soldat, un film sur la guerre d'Algérie, et Une femme est une femme, un film hommage à la comédie musicale. Il réalise ensuite Vivre sa vie (1962), un film sur une jeune femme qui se prostitue, Les Carabiniers (1963), un nouveau film sur la guerre, et Le Mépris (1963), sur l'univers du cinéma. Il poursuit en 1964 avec Bande à part et Une femme mariée. En 1965, il réalise Alphaville, une étrange aventure de Lemmy Caution, film de science-fiction, puis Pierrot le Fou, un road movie où nombre de spécialistes voient son chef-d'œuvre. Il réalise ensuite Masculin féminin (1966), un film sur la jeunesse, Made in USA (1966), Deux ou trois choses que je sais d'elle (1967), dans lequel il traite à nouveau du thème de la prostitution, La Chinoise (1967) et Week-end (1967).
Godard est alors devenu un cinéaste de première importance, et un personnage de premier plan du monde artistique et de l'intelligentsia. En 1968, les événements de mai, pressentis par certains de ses films antérieurs, sont l'occasion de la rupture avec le système du cinéma. Godard se radicalise politiquement, et se marginalise. Il tente avec Jean-Pierre Gorin de faire un cinéma politique et signe ses films sous le pseudonyme collectif de « groupe Dziga Vertov ». Durant cette période ses films sont peu diffusés. À partir de 1974, il expérimente la vidéo avec sa compagne Anne-Marie Miéville, travaille pour la télévision et s'éloigne du cinéma.
Il revient au cinéma au tournant des années 1980 avec Sauve qui peut (la vie). Avec la « trilogie du sublime » dédiée à l'esthétique classiciste qui réunit Passion (1982), Prénom Carmen (1983) et Je vous salue, Marie (1984), il retrouve la place centrale qu'il avait occupée au cours des années 1960.
À partir de la fin des années 1980, il se consacre à une série d'essais cinématographiques intitulée Histoire(s) du cinéma qu'il achève en 1998 et qui tente de dresser une histoire cinématographique du cinéma. Dans les années 2000, il poursuit son travail au cinéma avec Éloge de l'amour (2001), Notre musique (2004) et Film Socialisme (2010). Il monte aussi un projet d'exposition au centre Georges-Pompidou à Paris. Le projet, extrêmement ambitieux, est finalement abandonné et donne lieu à une exposition intitulée « Voyage(s) en utopie. À la recherche d'un théorème perdu. JLG 1945-2005 » qui montre les maquettes de l'exposition prévue.
Jean-Luc Godard a obtenu l'Ours d'or au Festival de Berlin en 1965 pour Alphaville, ainsi que deux Ours d'argent (du meilleur réalisateur en 1960 pour À bout de souffle et l'Ours d'argent extraordinaire en 1961 pour Une femme est une femme). Il a également reçu un Lion d'or d'honneur en 1982 à la Mostra de Venise, et le Lion d'or du meilleur film pour Prénom Carmen en 1983. Par ailleurs, il s'est vu décerner le prix du jury du Festival de Cannes pour Adieu au langage en 2014, ainsi que deux César d'honneur, en 1987 et 1998, et un Oscar d'honneur en 2010 pour l'ensemble de sa carrière. En 2018, il reçoit une Palme d'or spéciale pour Le Livre d'image et toute son œuvre au 71e Festival de Cannes. Avec Michelangelo Antonioni, Henri-Georges Clouzot, Robert Altman et Jafar Panahi, il est l'un des cinq cinéastes à avoir remporté la récompense suprême aux trois principaux festivals européens.

## Biographie

### Enfance et jeunesse
Jean-Luc Godard naît le 3 décembre 1930 au 2, rue Cognacq-Jay dans le 7e arrondissement de Paris. Il est le deuxième d'une famille de quatre enfants. Sa sœur aînée, Rachel, née le 6 janvier 1930,, est morte en 1993. Une autre sœur, Véronique, est photographe.
Son père, Paul Godard (1899-1964), était né le 1er juin 1899 dans une famille originaire du Nord de la France par sa mère (Le Cateau-Cambrésis) et du Cher par son père, Georges Godard, issu d'une ancienne famille protestante de Sancerre. En 1916, ce dernier avait déménagé avec sa famille en Suisse par conviction pacifiste et s'était installé à Vevey, puis à Genève. Il avait ensuite suivi des études de médecine et soutenu sa thèse en 1925 à Paris. À dater de cette époque, il travaillait à la fois à Paris et en Suisse.
Sa mère, Odile Monod (1909-1954), appartient à une grande famille protestante française descendant du pasteur Jean Monod né à Genève en 1765 et du pasteur Adolphe Monod né en 1802. Le grand-père maternel, Julien Monod, avait dirigé la Société financière d'Orient et était l'un des fondateurs de la Banque de Paris et des Pays-Bas. En 1924, il avait acheté un appartement au 16, boulevard Raspail dans un immeuble construit par l'architecte Henri Sauvage. Il fréquentait les écrivains et devint très proche de Paul Valéry qu'il rencontra en 1924. Grand admirateur du poète, il en collectionnait dans son appartement les livres, les manuscrits et la correspondance, dans une pièce de l'appartement, dénommée le « valerianum »,.
Paul Godard avait épousé Odile Monod à l'Oratoire du Louvre le 16 octobre 1928.
En 1933, il trouve une place dans une clinique en Suisse et la famille Godard s'installe au bord du Léman entre Nyon et Rolle avant de déménager à Nyon en 1938 rue du Prieuré, 4. Jean-Luc Godard va à l'école primaire à Nyon à partir de 1936. Son enfance est particulièrement sportive avec la pratique du football, du ski ou encore du basket-ball. Elle est aussi marquée par la religion protestante. Le jeune Jean-Luc Godard se passionne d'abord pour la peinture. Ses œuvres de jeunesse semblent inspirées de Paul Klee et d'Oskar Kokoschka. Il passe ses vacances dans la propriété de ses grands-parents maternels à Anthy-sur-Léman.
En juin 1940, Jean-Luc Godard est chez ses grands-parents à Paris au moment de l'invasion allemande. On l'envoie d'abord chez sa tante Aude en Bretagne où il commence l'année scolaire 1940 avant de traverser la France pour rejoindre la Suisse. La famille Monod est plutôt républicaine et de gauche, mais Julien Monod, son grand-père, plus conservateur, défend le maréchal Pétain et lit la presse collaborationniste. En revanche, les parents de Godard travaillent pour la Croix-Rouge et sont plutôt anglophiles.
Après la guerre, Jean-Luc Godard obtient son diplôme du collège à Nyon et est envoyé à Paris pour passer le baccalauréat au lycée Buffon. Il est alors éloigné de sa famille. Ses parents sont sur la voie de la séparation. Son père souffre de la maladie de Charcot et supporte mal l'attitude de la famille Monod à son égard tandis que sa mère supporte mal d'être éloignée de sa famille. Elle quitte le domicile conjugal pour emménager à Genève en 1949, puis à Lausanne en 1951 et le couple divorce en novembre 1952. Godard emménage alors rue d'Assas, juste en dessous de l'appartement de l'écrivain et éditeur Jean Schlumberger. Il se désintéresse des études et échoue au baccalauréat en 1947. Il commence à fréquenter les ciné-clubs et la cinémathèque française. Sa découverte du cinéma passe aussi par la lecture de textes critiques comme ceux de la Revue du cinéma dans laquelle il découvre notamment les textes de Maurice Schérer, plus connu aujourd'hui sous le nom d'Éric Rohmer.
Depuis son adolescence à Nyon Jean-Luc Godard, qui vit pourtant dans une famille aisée, prend l'habitude de voler. Cette habitude devient une manie et Jean-Luc Godard vole aussi ses proches et ses amis. Il vole notamment des ouvrages dans la bibliothèque de Jean Schlumberger, qu'il va revendre au Pont-Neuf. Il vole aussi dans la bibliothèque de son grand-père des ouvrages de Paul Valéry qu'il revend à la librairie Gallimard, située en face du domicile de son grand-père. Ce dernier découvre le larcin et Jean-Luc Godard devient le mouton noir de sa famille à l'âge de dix-sept ans. Plus tard, il vole aussi la caisse des Cahiers du cinéma en 1952 et la caisse du café de la Comédie, situé près du Palais-Royal et tenu par les parents de son ami Charles Bitsch. En rupture avec sa famille, Godard rédige en novembre 1947 un pamphlet contre elle, qu'il intitule Le Cercle de famille. Ou impressions d'ensemble.
Il rentre en Suisse en 1948 et prépare le baccalauréat au collège Lémania à Lausanne. Après avoir échoué une deuxième fois, il l'obtient à la troisième tentative, en 1949. À cette époque, Godard hésite encore entre la peinture, le cinéma et la littérature. Il rédige un premier scénario, intitulé Aline, d'après le roman de Charles Ferdinand Ramuz.
À l'automne 1949, il s'inscrit en anthropologie à la Sorbonne à Paris, mais il se désintéresse assez vite de cette discipline. À la Sorbonne, il rencontre Suzanne Klochendler qui deviendra plus tard Suzanne Schiffman et qui collaborera avec Godard sur de nombreux films et l'écrivain Jean Parvulesco. Il rédige un second scénario d'après La Fiancée de George Meredith intitulée La Trêve d'ironie, Claire. À cette époque il voit énormément de films. À la cinémathèque dirigée par Henri Langlois, il retrouve régulièrement Suzanne Klochendler, François Truffaut, Jean Gruault et Jacques Rivette. Il fréquente aussi le ciné-club du Quartier latin fondé par Frédéric Frœschel en 1947 où il rencontre Maurice Schérer, Paul Gégauff, Truffaut, Chabrol, Gruault et Rivette. Le groupe de ce ciné-club publie le Bulletin du ciné-club du Quartier latin qui devient à la fin de l'année 1949 une vraie revue intitulée La Gazette du cinéma. C'est dans cette revue que Godard publie à 19 ans ses premiers textes critiques. Il publie ainsi douze articles de juin à novembre 1950 sous son nom propre ou sous le pseudonyme de Hans Lucas, traduction en allemand de son prénom Jean-Luc. En septembre 1950 il participe, avec ses amis du ciné-club du Quartier latin, au Festival du film maudit de Biarritz organisé par le ciné-club Objectif 49, présidé par Jean Cocteau. Ce festival est un moment important dans l'affirmation de la jeune critique réunie autour de la Gazette du cinéma qui n'hésite pas à critiquer les choix de programmation de ses aînés.
En décembre 1950, son père lui propose de l'emmener en voyage en Amérique. Il visite d'abord New York, puis rejoint Kingston en Jamaïque où son père achète une maison pour s'installer. Jean-Luc Godard part alors, seul, parcourir l'Amérique du Sud pendant plusieurs mois. Il passe notamment à Panama, au Pérou, en Bolivie et au Brésil avant de rentrer en France en avril 1951.

### AnnéesCahiers du cinéma(1950-1959)
En avril 1951, Jacques Doniol-Valcroze crée les Cahiers du cinéma. La revue, créée pour prolonger l'esprit de la Revue du cinéma, accueille des critiques de diverses obédiences dont Maurice Schérer qui tente alors de faire entrer ses amis de la Gazette du cinéma aux Cahiers. Godard publie son premier texte dans la nouvelle revue en janvier 1952 grâce à un article sur La Flamme qui s'éteint de Rudolph Maté. Il poursuit en avril 1952 par un éloge polémique de L'Inconnu du Nord-Express d'Alfred Hitchcock intitulé « Suprématie du sujet » puis attaque frontalement André Bazin en septembre de la même année avec un texte intitulé « Défense et illustration du découpage classique ».
Au printemps 1953, son père lui trouve un poste de cadreur à la télévision suisse à Zurich. L'expérience se termine mal. Godard vole à nouveau dans la caisse de la télévision. Il est alors dénoncé à la police et passe trois nuits en prison. Par ailleurs, pour ne pas partir en guerre en Indochine, Godard a préféré choisir la nationalité suisse à sa majorité, mais n'a pas satisfait à ses obligations militaires en Suisse et il est donc hors la loi. Son père le fait alors interner plusieurs semaines à l'hôpital psychiatrique de La Grangette à Lausanne. Après cet épisode, il ne revoit plus son père pendant dix ans. À sa sortie de l'hôpital, sa mère lui trouve un emploi sur le chantier du barrage de la Grande-Dixence en Valais. Godard y travaille pendant l'été 1953 et pendant toute l'année 1954 et passe son temps libre à Genève où il fréquente une bande de dandys désinvoltes. Avec son ami Jean-Pierre Laubscher, il réalise un documentaire en 16 mm sur la construction du barrage. Dès ce premier film, intitulé Opération béton, Godard prête une attention toute particulière au son en cherchant à l'enregistrer fidèlement. Il le revend ensuite à la Compagnie de la Grande-Dixence. Le 21 avril 1954, sa mère meurt dans un accident de scooter, à l'âge de 45 ans. Après la vente de son documentaire, Godard s'installe à Genève et réalise un second court métrage, Une femme coquette, tourné en novembre 1955 sur l'Île Rousseau.
Il revient à Paris en janvier 1956 et renoue avec la bande de la Gazette du cinéma. Grâce à Claude Chabrol, il devient attaché de presse à la Fox où il travaille de manière irrégulière pendant deux ans. Il fait aussi son retour aux Cahiers du cinéma. Pour son retour, il choisit de publier un texte sur un cinéaste hors du panthéon classique défendu par les autres jeunes turcs, Frank Tashlin. Grâce à François Truffaut, il rejoint aussi l'hebdomadaire Arts en février 1958. En parallèle, il travaille aussi comme monteur pour le producteur Pierre Braunberger sous la direction de Myriam Borsoutsky.
En juin 1957, il tourne son premier court métrage professionnel, Tous les garçons s'appellent Patrick ou Charlotte et Véronique. Le film écrit avec Éric Rohmer et produit par Pierre Braunberger raconte l'histoire de deux jeunes filles coquettes et naïves qui se laissent tour à tour séduire par le même homme autour du jardin du Luxembourg. Le film est léger et rapide. Il est diffusé au cinéma au printemps 1958 en complément d'Un témoin dans la ville d'Édouard Molinaro.
En février 1958, l'Île-de-France est inondée à la suite de pluies torrentielles. Après une discussion avec Godard et Pierre Braunberger, François Truffaut part filmer l'histoire d'une jeune fille habitant en banlieue et souhaitant se rendre à Paris pendant ces inondations. Le film s'intitule Une histoire d'eau. Truffaut n'est pas satisfait des rushes et abandonne le projet mais Godard écrit un texte qu'il lit en voix off avec Anne Colette et monte le film. Ce dernier est finalement diffusé en mars 1961 en première partie de Lola de Jacques Demy.

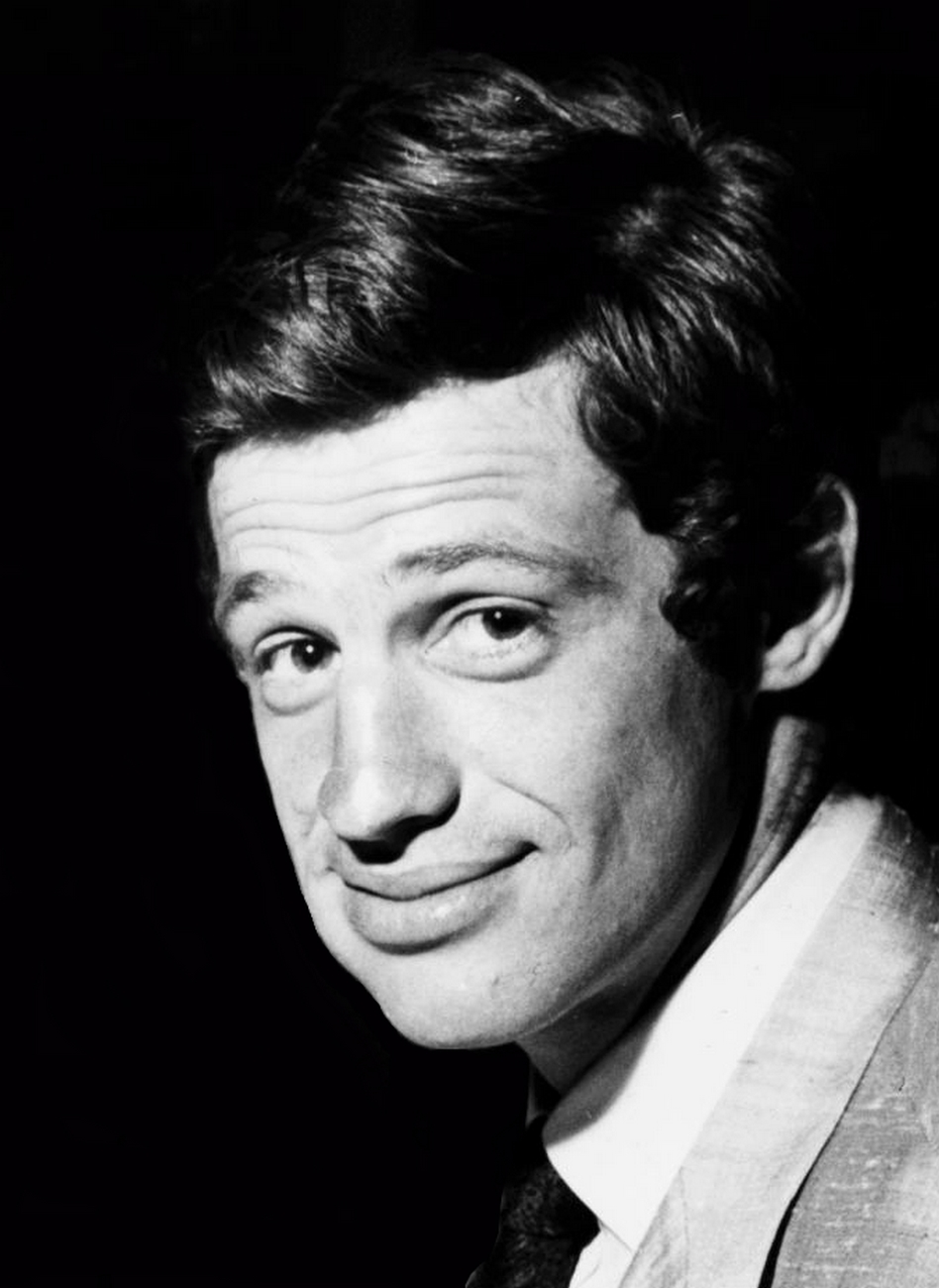
Jean-Paul Belmondo a tourné dans Charlotte et son jules, À bout de souffle, Une femme est une femme et Pierrot le Fou.

Godard tourne ensuite Charlotte et son jules avec Jean-Paul Belmondo et Anne Colette. Le film, inspiré du Bel Indifférent de Jean Cocteau, est un long monologue d'un garçon devant sa petite amie, laquelle est simplement repassée le voir pour lui dire qu'elle le quittait et récupérer sa brosse à dents. Belmondo est absent pour la postsynchronisation et c'est finalement Godard lui-même qui double son personnage. Le film est lui aussi diffusé en même temps que Lola en mars 1961.
Lors d'un entretien avec Marguerite Duras en 1987, Jean-Luc Godard déclare que le premier film qu'il aurait voulu faire était inspiré de la littérature, avec Le Mythe de Sisyphe d'Albert Camus, qu'il proposait aux producteurs d'adapter au cinéma. Le Journal du séducteur de Søren Kierkegaard, était aussi un roman dont il aurait aimé faire un film.

### À bout de souffle
Après le succès des Quatre Cents Coups de François Truffaut au festival de Cannes 1959, Godard a conscience qu'il ne faut pas rater la vague et cherche à réaliser lui aussi son premier long métrage. Il reprend alors une idée de scénario de Truffaut s'inspirant d'un fait divers et contacte le producteur Georges de Beauregard pour financer son film. À bout de souffle raconte l'histoire de Michel Poiccard, un jeune qui vole une voiture à Marseille pour aller retrouver une Américaine à Paris. En route, il est poursuivi par deux policiers et finit par en tuer un. Il retrouve finalement l'Américaine à Paris. Comme dans la tradition du film noir américain, le film est inspiré d'un fait divers réel. Le tournage a lieu en août et septembre 1959 avec Jean-Paul Belmondo et Jean Seberg dans les rôles principaux. Si le tournage est relativement court, la matière est trop abondante et Godard est obligé de couper dans son film mais plutôt que de couper des plans entiers comme le veut la tradition, il coupe à l'intérieur des plans. Il suit ainsi le conseil de son ami Jean-Pierre Melville qui lui avait dit qu'ayant tourné un film impossible, il devait maintenant aller jusqu'au bout et le finir comme tel. Il crée ainsi des discontinuités dans son film qui lui donnent un rythme particulier. Sorti en mars en 1960, le film remporte un grand succès auprès du public (2,2 millions d'entrées en France),. Le succès critique est aussi au rendez-vous et Godard reçoit notamment le soutien de critiques importants, comme Georges Sadoul dans Les Lettres françaises.

### Années Karina (1959-1967)

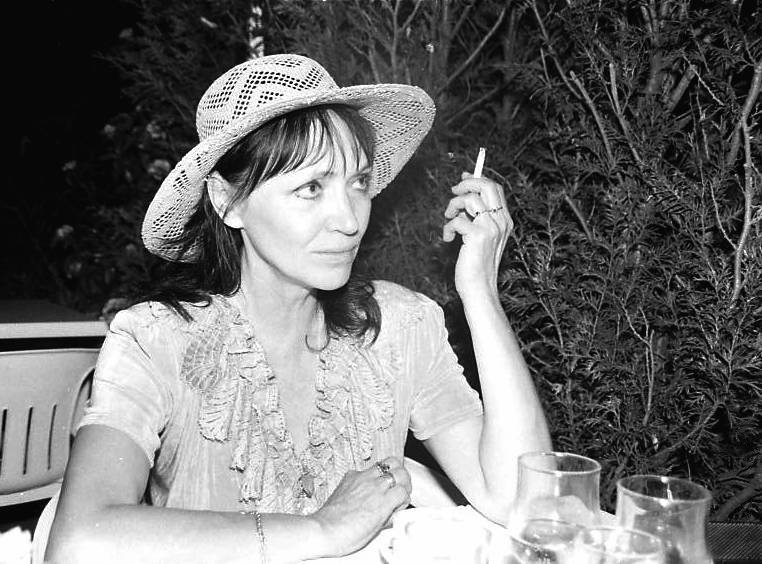
Anna Karina épouse Jean-Luc Godard en 1961 avant de divorcer en 1967. Elle tourne avec lui sept longs métrages dont Une femme est une femme (1961), Alphaville (1965) et Pierrot le Fou (1965) et un court métrage (Anticipation, ou l'Amour en l'an 2000, 1966).

#### Le Petit Soldat
Dès la sortie d'À bout de souffle, Godard se lance dans le tournage du Petit Soldat. Il prend ainsi le contre-pied de ceux qui accusaient le jeune cinéma de ne parler que de problèmes de coucheries et de ne pas traiter les problèmes plus actuels, comme la guerre d'Algérie et la censure. L'action du film se déroule à Genève le 13 mai 1958, le jour où le général Massu prend le pouvoir à Alger. Le film raconte l'histoire d'un déserteur de l'armée française qui travaille pour un groupe terroriste d'extrême droite à Genève. Il souhaite arrêter mais il est pris en otage par le FLN et parvient à s'enfuir alors que sa petite amie est prise en otage par les terroristes d'extrême droite. Politiquement, le film est ambigu et la torture est aussi bien le fait de l'extrême droite que du FLN. Le film est censuré par le ministre de l'Information, Louis Terrenoire, qui justifie ainsi son choix : « À un moment où toute la jeunesse française est appelée à servir et à combattre en Algérie, il paraît difficilement possible d'admettre que le comportement contraire soit exposé, illustré et finalement justifié. » Le film sort en 1963, après la fin de la guerre d'Algérie.
Sur le tournage du film, il séduit l'actrice Anna Karina. Après l'avoir repérée dans une publicité à l'été 1959, il lui avait proposé un rôle dans À bout de souffle qu'elle avait refusé parce qu'elle ne voulait pas se déshabiller. Il lui propose ensuite le rôle principal dans Le Petit Soldat. Anna Karina devient alors la muse de Jean-Luc Godard et tourne au cours des années 1960 sept films avec lui (Le Petit Soldat, Une femme est une femme, Vivre sa vie, Bande à part, Alphaville, Pierrot le Fou et Made in USA). Il l'épouse le 3 mars 1961 à Begnins en Suisse puis à l'église protestante de l'avenue Marceau à Paris. Néanmoins, leur couple ne fonctionne pas et Jean-Luc Godard et Anna Karina divorcent officiellement le 21 décembre 1964.

#### Une femme est une femme
À la fin de l'année 1960, Godard tourne avec Jean-Paul Belmondo, Jean-Claude Brialy et Anna Karina son troisième long métrage intitulé Une femme est une femme. Le film raconte l'histoire d'Angela (Anna Karina), qui souhaite avoir un enfant dans les 24 heures. Comme son compagnon Émile (Jean-Claude Brialy) refuse, elle le menace de faire un enfant avec Alfred (Jean-Paul Belmondo),. Comme les précédents, le film divise la critique et polarise l'attention des journaux. Il obtient un prix spécial du jury au festival de Berlin en juin 1961 et Anna Karina reçoit le prix d'interprétation féminine. En revanche, le succès public est en deçà des espérances de la production (550 000 entrées en France),.

#### Vivre sa vie
Dans Vivre sa vie (1962), Godard fait le portrait d'une femme qui se livre à la prostitution. Le film est présenté au festival de Venise en août 1962 et remporte le prix spécial du jury et le prix de la critique. Il sort à Paris le 20 septembre et réunit 148 000 spectateurs en première exploitation parisienne, ce qui semble un succès par rapport au budget du film et l'accueil critique est unanime à l'exception de Positif, Cinéma 62 et du Figaro.
La même année, Godard apparaît avec Anna Karina dans Cléo de 5 à 7, film d'Agnès Varda qui insère dans une scène un très court film burlesque en noir et blanc en hommage au cinéma muet intitulé Les Fiancés du pont Macdonald.

#### Les Carabiniers
Toujours en 1962, il adapte Les Carabiniers du dramaturge italien Beniamino Joppolo. Le film est une description de la guerre et de ses dérapages à travers l'histoire de deux paysans, Ulysse et Michel-Ange, qui partent à la guerre et découvrent avec joie que tout leur est permis. À leur retour, il leur est impossible de retrouver une vie normale et quand ils entendent au loin le bruit des canons, ils repartent à la guerre et se font fusiller. Pour ce film, Godard choisit volontairement des acteurs inconnus et une qualité d'image proche de l'amateurisme. Il veut montrer la guerre comme elle est sans la glorifier et sans héroïsme. Le film, qui sort à Paris en mars 1963, est un échec commercial (20 000 spectateurs en exclusivité parisienne) et la réaction de la presse est aussi très négative.

#### Le Mépris
À l'inverse du film précédent, Le Mépris (1963) est un film à gros budget avec l'une des actrices les plus célèbres du moment, Brigitte Bardot. Le film est une adaptation du roman du même nom du romancier italien Alberto Moravia. Il raconte l'histoire de Paul Javal (Michel Piccoli), écrivain de théâtre marié à Camille (Brigitte Bardot), qui se rend à Cinecitta afin d'y négocier un contrat avec le producteur Jeremy Prokosch pour remanier le scénario d'un film sur l'Odyssée, mis en scène par Fritz Lang qui joue son propre rôle. Godard renoue avec le succès auprès du public (1,5 million d'entrées). Sur le moment, Le Mépris ne suscite pas l'enthousiasme des critiques mais le film devient par la suite un des grands classiques de son auteur. Le film est néanmoins loué par des critiques célèbres comme Jean-Louis Bory (Arts) et Jean Collet (Télérama) et surtout par l'écrivain Louis Aragon dans Les Lettres françaises.

#### Bande à part
Au printemps 1964, il tourne Bande à part. Le film, inspiré d'un roman de la série noire intitulé Pigeon vole, raconte l'histoire de deux amis, Franz et Arthur, qui manipulent une jeune femme, Odile Monod (Anna Karina), pour voler l'argent de sa tutrice. La scène où Odile, Franz et Arthur traversent la grande galerie du Louvre en courant pour battre un record de vitesse tenu par un certain Jimmy Johnson de San Francisco et celle où les trois personnages dansent le madison dans un café sont restées célèbres.

#### Une femme mariée
Une femme mariée montre la vie d'une femme parisienne partagée entre son amant et son mari jusqu'à ce qu'elle tombe enceinte. Godard montre froidement des instants de la vie de cette femme en « filmant les sujets comme des objets ». Le film est réalisé en quatre mois entre mai, date à laquelle Godard propose un premier projet à son producteur et le festival de Venise en septembre. Fin septembre, le film est interdit par la commission de contrôle des films qui juge d'une part que le titre initial, La Femme mariée, est outrageux pour l'ensemble des femmes et d'autre part, que la mise en scène de la sexualité est trop suggestive. Cette interdiction provoque un scandale dans la presse. Finalement Godard accepte de changer le titre et de remanier quelques scènes pour que son film soit diffusé.

#### Alphaville
En janvier 1965, Godard tourne Alphaville, une étrange aventure de Lemmy Caution, un film de science-fiction qui a la particularité d'être tourné dans Paris en décors réels plutôt qu'en studio. Ce parti pris esthétique vient de l'idée que le futur est déjà là et qu'en 1965, Paris et ses habitants sont déjà devenus des machines. L'atmosphère particulière du film tient en grande partie au choix de tourner la nuit et sans éclairage avec une pellicule très sensible, ce qui donne un noir et blanc très contrasté et une impression crépusculaire. Le film obtient l'Ours d'or au festival de Berlin en juin 1965.

#### Pierrot le Fou
Après Alphaville, Godard tourne Pierrot le Fou. Le film est un road-movie à travers la France. Ferdinand (Jean-Paul Belmondo) et Marianne (Anna Karina) fuient Paris, et cette société qui les ennuie, vers le sud de la France. L'intrigue criminelle qui constitue la trame du film est traitée avec désinvolture. Le film est présenté à la mostra de Venise en 1965 et suscite des réactions controversées mais Godard reçoit des soutiens importants, avec notamment un texte de Louis Aragon dans Les Lettres françaises intitulée « Qu'est-ce que l'art, Jean-Luc Godard ? ». Aragon apprécie l'art du collage chez Godard et voit dans son œuvre la continuation du cubisme. À l'inverse, le critique Bernard Dort attaque vivement Godard dans Les Temps modernes et voit en lui un réactionnaire nostalgique,. Le film fait 1,3 million d'entrées.

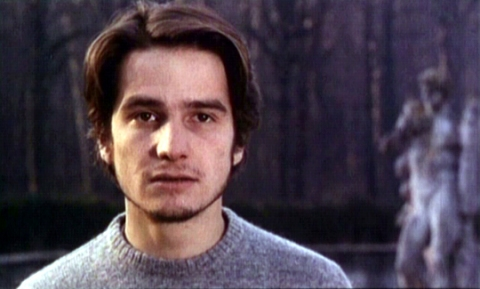
Après un premier rôle marquant dans Les Quatre Cents Coups de François Truffaut, Jean-Pierre Léaud joue dans sept films de Jean-Luc Godard, dont Masculin féminin (1966), La Chinoise (1967) et Détective.

#### Masculin féminin
Pierrot le Fou constitue une sorte d'aboutissement dans l'œuvre de Godard et il se doit maintenant de commencer autre chose. À la fin de l'année 1965, il tourne Masculin féminin, un film adapté de deux nouvelles de Guy de Maupassant, Le Signe et La Femme de Paul avec Jean-Pierre Léaud, Chantal Goya, Marlène Jobert. Il s'agit d'un film-enquête sociologique sur la jeunesse des années 1960. Le personnage de Jean-Pierre Léaud, nommé Paul Doinel, ressemble à Antoine Doinel, le personnage de François Truffaut. Comme lui, il est inadapté au monde social et amoureux malheureux.

#### Radicalisation politique
Au cours des années 1960, l'orientation politique de Godard bascule à gauche. La censure d'Une femme mariée (1964) constitue un moment important dans son évolution politique. Quand en 1966, le ministre de l'Information interdit Suzanne Simonin, la Religieuse de Diderot de Jacques Rivette, Godard attaque publiquement André Malraux en publiant dans Le Nouvel Observateur un texte intitulé « Lettre ouverte à André Malraux, ministre de la Kultur ». Malraux autorise finalement la projection de La Religieuse au festival de Cannes de la même année,.
Durant l'été 1966, il tourne deux films à la suite. Made in USA est réalisé dans l'urgence à la demande du producteur Pierre Braunberger qui a besoin d'un nouveau projet pour sa société de production. Le film montre la vie d'une reporter, Paula Nelson, qui enquête sur la mort de son ami Richard Politzer mais la plupart des commentateurs ont souligné l'incohérence du récit. Godard enchaîne avec le tournage de Deux ou trois choses que je sais d'elle en août 1966. Le film raconte une journée de la vie d'une jeune femme, Juliette Janson (Marina Vlady), qui vit dans les grands ensembles et se livre à la prostitution occasionnelle pour s'acheter des robes ou aller chez le coiffeur. Dans sa démarche, Godard s'inspire ouvertement du structuralisme et cherche à faire une « enquête sociologique » de la société française.

### Années Mao (1967-1973)

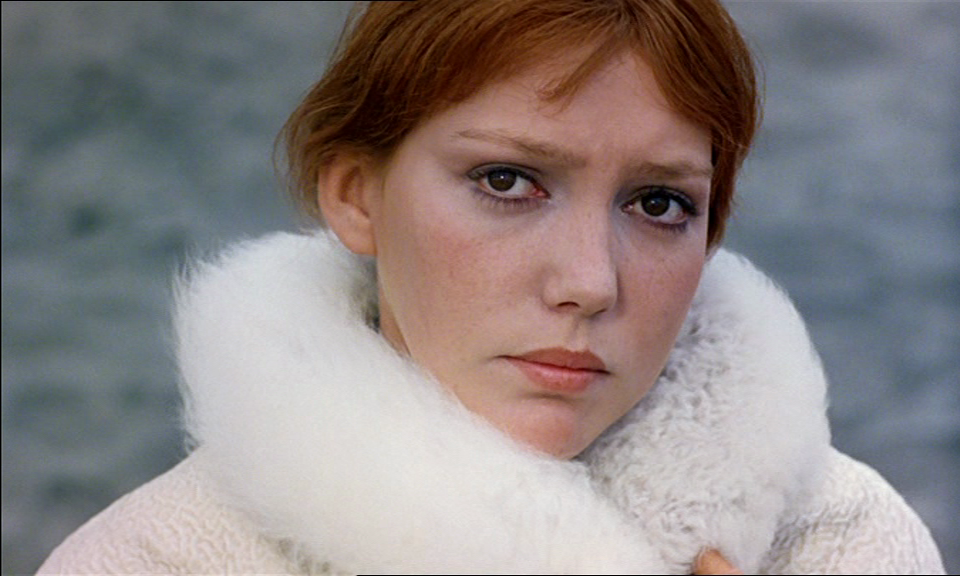
Jean-Luc Godard épouse Anne Wiazemsky, la petite-fille de l'écrivain François Mauriac, le 21 juillet 1967. Elle joue dans La Chinoise (1967).

Jean-Luc Godard rencontre Anne Wiazemsky, petite-fille de François Mauriac, sur le tournage d'Au hasard Balthazar de Robert Bresson en août 1965. Après avoir refusé ses avances, elle lui écrit une lettre d'amour en juin 1966. Anne Wiazemsky vient de passer le baccalauréat et entre à l'université de Nanterre et c'est grâce à elle que Godard découvre le milieu étudiant qui lui sert de toile de fond pour La Chinoise. Il épouse Anne Wiazemsky le 21 juillet 1967,. Le couple se sépare en octobre 1970.
Durant l'année 1967, Godard tourne La Chinoise et Week-end. Le premier raconte la vie d'un groupe de jeunes maoïstes au moment même où ce mouvement émerge en France. Le film est présenté au festival d'Avignon en août 1967 dans la cour du palais des Papes puis à la Mostra de Venise en septembre et sort à Paris au même moment. Godard est alors au sommet de sa notoriété et le film est très attendu mais n'est pas très bien reçu. La critique cinématographique est plutôt positive mais les militants maoïstes sont très virulents contre le film : ils y voient une provocation et s'indignent du fait que les maoïstes y soient représentés comme de jeunes bourgeois qui jouent à la révolution.
Dans Week-end, Godard montre un couple partant en week-end chez une belle-mère en espérant récupérer son héritage. Le week-end dégénère rapidement avec des personnages dépourvus de toute humanité et devient vite apocalyptique. Godard anticipe lui-même que son film déplaira au public et le définit comme un film « méchant, grossier et caricatural ». Après ce film, Godard prévoit d'arrêter le cinéma, du moins tel qu'il l'a pratiqué depuis le début des années 1960 et conseille à ses principaux collaborateurs, Raoul Coutard, Suzanne Schiffman et Agnès Guillemot, de travailler avec d'autres cinéastes.

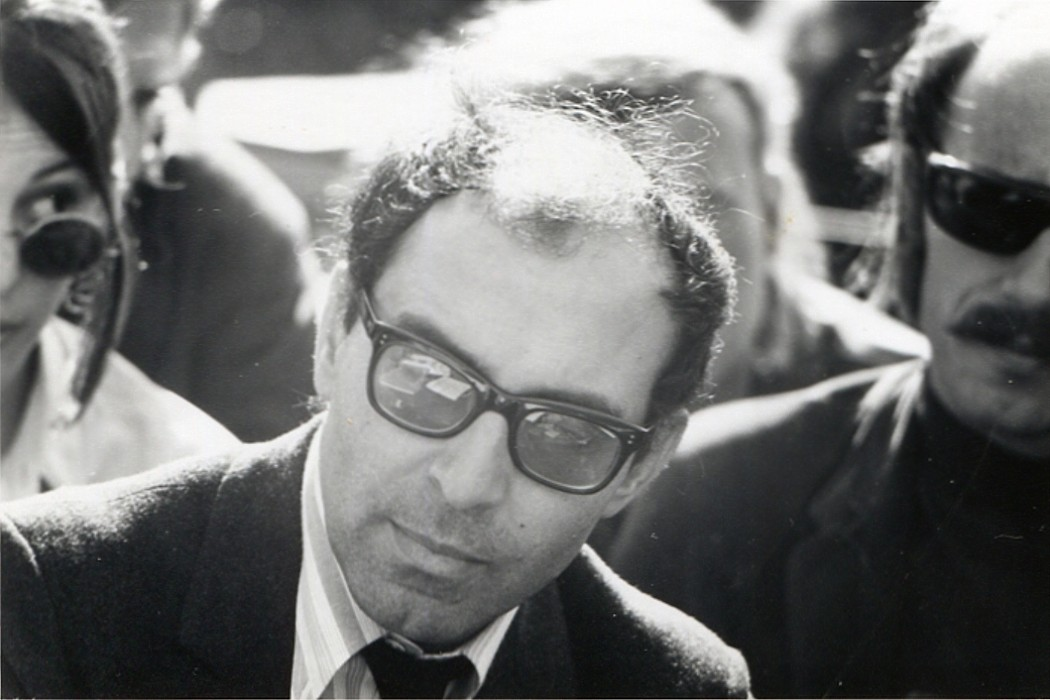
Jean-Luc Godard à l'université de Berkeley en 1968.

L'année 1968 est une année charnière dans la carrière de Godard qui s'éloigne du cinéma classique qu'il a pratiqué jusqu'ici, s'engage dans les différentes luttes politiques du moment (l'affaire Langlois, l'engagement contre la guerre du Viêt Nam et à sa manière mai 68) et cherche de nouvelles manières de faire du cinéma à travers le didactisme du Gai Savoir ou les ciné-tracts de mai 68.
En janvier, il tourne pour la télévision française Le Gai Savoir avec Jean-Pierre Léaud et Juliet Berto. Par son didactisme, le film prolonge La Chinoise. Monté en août de l'année après les événements de 68, il est refusé par l'ORTF et interdit au cinéma par la commission de contrôle.
En février 1968, le ministre de la culture, André Malraux, entreprend de faire élire un nouveau directeur artistique à la cinémathèque française en remplacement d'Henri Langlois. Comme ses camarades de la Nouvelle Vague, Godard a découvert la cinéphilie à la cinémathèque grâce à Langlois et ne peut supporter l'idée que le gouvernement veuille le remplacer. Avec d'autres cinéastes et cinéphiles, il participe aux manifestations le 12 février rue d'Ulm et le 14 février au palais de Chaillot et crée le Comité de défense de la cinémathèque française. Langlois est finalement réintégré le 22 avril 1968.
Avec d'autres cinéastes comme Philippe Garrel et Chris Marker, il participe aux événements de mai 68 en suivant et filmant les manifestations d'une part, en participant aux États généraux du cinéma français à l'École technique de photographie et de cinéma de la rue de Vaugirard et à l'IDHEC et enfin en exigeant avec François Truffaut, Alain Resnais, Claude Lelouch, Louis Malle et d'autres, l'arrêt du festival de Cannes en « solidarité avec les étudiants ». Avec Chris Marker, il participe à la confection de cinétracts, de courts films de 3 minutes mêlant des slogans révolutionnaires avec des images des manifestations ou des détournements d'images publicitaires. Mais Mai 68 est aussi un moment de déception pour Godard qui se détache du mouvement des cinéastes et ne participe pas à la création de la Société des réalisateurs de films. Enfin, c'est aussi le moment où Godard remet en cause sa notoriété et la notion d'auteur qu'il avait défendue quand il était critique aux Cahiers du cinéma, et souhaite redevenir anonyme..
Après mai 68, il part à Londres pour filmer les Rolling Stones lors du travail en studio et de l'enregistrement de Sympathy for the Devil. Dans son film intitulé One + One, Godard juxtapose les répétitions des Rolling Stones et des scènes sans rapport apparent avec les enregistrements, mettant en scène entre autres les Black Panthers. Le film montre les Stones au travail et déconstruit ainsi le mythe du génie créateur,. En juillet, Godard tourne en France Un film comme les autres dans lequel il fait dialoguer des étudiants de Nanterre et des ouvriers de l'usine Renault de Flins sur les enseignements de mai 68. Le film est volontairement anti-spectaculaire et, de ce fait, peu diffusé.
À l'automne 1968, Richard Leacock et Don Alan Pennebaker proposent à Godard de venir aux États-Unis pour tourner un film sur l'état de l'Amérique. Près d'un mois après le début du tournage à travers le pays, Godard abandonne le projet. Il est très déçu par les rushes et n'aime pas la manière de filmer de Pennebaker. Finalement, Pennebaker et Leacock utilisent ces rushes pour faire un film intitulé One Parallel Movie. Il entreprend ensuite avec Jean-Henri Roger, un étudiant maoïste de 20 ans, British Sounds (1969), un film sur l'état de la Grande-Bretagne pour la chaîne de télévision britannique LWT, puis ils partent à Prague pour réaliser Pravda, un film sur la Tchécoslovaquie un an après le printemps de Prague.
À l'été 1969, Godard entreprend de tourner à Rome avec Marc'O et Daniel Cohn-Bendit, qu'il connaît grâce à Anne Wiazemsky depuis 1967, un « western d'extrême gauche » intitulé Vent d'est. Au départ, il s'agit d'un projet utopique dans lequel tous les participants seraient payés à parts égales et surtout dans lequel le scénario et le plan de travail sont élaborés collectivement lors d'assemblées générales. Assez rapidement, l'équipe se divise et les amis anarchistes de Cohn-Bendit n'arrivent pas à s'entendre avec les amis maoïstes de Godard. Certains comme Marc'O abandonnent le projet. Godard fait alors appel à son ami Jean-Pierre Gorin pour l'aider à reprendre en main le film. Après le tournage, Godard et Gorin travaillent seuls pendant quatre mois au montage du film. Finalement, Vent d'est constitue l'acte de naissance du groupe Dziga Vertov, un pseudonyme collectif constitué essentiellement par Godard et Gorin en référence au réalisateur Dziga Vertov, un éminent représentant du cinéma soviétique d'avant-garde. Godard et Gorin cherchent à faire « politiquement du cinéma politique ». Avec ce groupe, Godard cherche aussi à faire oublier son statut d'« auteur »,. Ils réalisent ensuite pour la RAI Luttes en Italie en s'inspirant essentiellement des écrits de Louis Althusser, puis partent en Palestine avec Armand Marco et Elias Sanbar pour réaliser Jusqu'à la victoire. Le film reste inachevé mais les images et les sons enregistrés sont réutilisés plus tard dans Ici et ailleurs (1974),. Après l'échec du film palestinien, le groupe Dziga Vertov réalise Vladimir et Rosa en s'inspirant du procès des 8 de Chicago. Pour la première fois, Godard est aussi acteur et s'essaie au burlesque.
Ainsi, de 1968 à 1973, Godard et Gorin réalisent ensemble des films engagés à forte connotation maoïste. À l'initiative du producteur Jean-Pierre Rassam, ils reviennent à une forme de cinéma plus classique avec Tout va bien, travaillant à nouveau avec des acteurs connus (Yves Montand et Jane Fonda). Le film, sorti en avril 1972, coûte 2,5 millions de francs mais ne rassemble à Paris que 78 000 spectateurs,.
Le 9 juin 1971, pendant la préparation de Tout va bien, Jean-Luc Godard est victime d'un grave accident de moto dans lequel il se fracture le bassin et reste une semaine dans le coma. Devant subir de nombreuses opérations, il reste plus de six mois à l'hôpital et doit ensuite y revenir pour des séjours réguliers pendant trois ans. C'est à ce moment-là qu'il se lie avec Anne-Marie Miéville, rencontrée quelques mois plus tôt à Lausanne. À sa sortie de l'hôpital en novembre 1971, il s'installe avec elle et lui propose de travailler comme photographe de plateau sur Tout va bien .
Après Tout va bien, Jean-Pierre Gorin cherche à réaliser son propre film, L'Ailleurs immédiat, mais rencontre de nombreuses difficultés et ne se sent pas soutenu par Godard. Cela marque la fin de leur collaboration. Gorin quitte la France au début de l'année 1973 pour aller vivre au Mexique puis en Californie. Quelques mois plus tard, c'est François Truffaut qui rompt définitivement avec Godard. À la sortie de La Nuit américaine, Godard écrit une lettre à Truffaut dans laquelle il critique vivement le film, tout en lui demandant de l'argent pour financer son prochain film. Truffaut lui répond violemment en l'accusant de ne pas faire attention aux autres, de « n'aimer les gens que théoriquement » et de se comporter comme une diva,,.

### Années vidéo (1973-1979)
Au début de l'année 1973, après la dissolution du groupe Dziga Vertov, Godard a le projet de réaliser un film sous forme de confession autobiographique intitulé Moi Je. Pour la première fois, il envisage d'abandonner la pellicule de cinéma traditionnelle pour réaliser son film entièrement en vidéo et il investit tout l'argent obtenu auprès du CNC pour le film dans le matériel vidéo afin de pouvoir devenir complètement autonome. C'est à ce moment-là qu'il rencontre Jean-Pierre Beauviala, un ingénieur grenoblois, inventeur de la Paluche, une caméra ultra-légère, et directeur de la société Aäton qui l'invite à venir s'installer à Grenoble à la fin de l'année 1973. Godard quitte brutalement Paris avec Anne-Marie Miéville et reconstitue son studio vidéo à Grenoble où il crée une nouvelle société de production dénommée Sonimage. Il fait venir à Grenoble Gérard Teissèdre, spécialiste en vidéo, photographie et automatique, pour assurer la mise en place et les innovations du studio vidéo.
Anne-Marie Miéville et Jean-Luc Godard travaillent à partir des images tournées en Palestine pour Jusqu'à la victoire en 1970 et les analysent de manière critique pour composer un nouveau film : Ici et ailleurs (1974). Godard et Miéville découvrent alors que certains combattants palestiniens avaient peur de l'armée israélienne et n'avaient pas confiance dans leurs leaders. Le film sort sur les écrans le 15 septembre 1976, dans une relative indifférence, mais fait scandale a posteriori à cause du parti pris radicalement pro-palestinien du film et du rapprochement opéré par le montage entre une photo de Golda Meir, premier ministre d'Israël de 1969 à 1974, et une photo d'Adolf Hitler,.
Le producteur Georges de Beauregard propose ensuite à Godard de réaliser un remake d'À bout de souffle. Godard s'éloigne de la commande et réalise un film intitulé Numéro deux dans laquelle il montre la vie quotidienne de trois générations, un jeune couple, leurs deux enfants et leurs parents à Grenoble. Le film, sorti à Paris en septembre 1974, est un échec commercial mais divise de nouveau la critique comme à l'époque de Pierrot le Fou,. La particularité technique de ce film est son tournage en vidéo suivi d'un transfert sur film argentique.
En juin 1976, l'Institut national de l'audiovisuel lui commande une série de six fois deux films d'une heure pour la chaîne de télévision française FR3 à réaliser dans un délai très bref de deux mois. Godard avait déjà nourri depuis longtemps le projet de faire de la télévision et est heureux d'en avoir enfin la possibilité. La série, intitulée Six fois deux / Sur et sous la communication, est diffusée le dimanche soir du 25 juillet au 29 août 1976.
En 1976, lassé de sa vie grenobloise, il fait vider les locaux de la société Sonimage sans en prévenir le personnel en place[réf. nécessaire]. Sonimage sera condamnée par la suite pour ces faits. Godard s'installe au printemps 1977 avec sa compagne Anne-Marie Miéville à Rolle en Suisse, tout près de la ville de Nyon où il a passé son enfance. À l'occasion du centenaire de la publication du Tour de la France par deux enfants, la chaîne de télévision française Antenne 2 souhaite en réaliser une adaptation pour la télévision sous forme de série de douze épisodes de 26 minutes et finit par confier la commande à Godard. Comme à son habitude, il détourne la commande originelle et réalise une série intitulée France, tour, détour, deux enfants dans lequel il filme le quotidien de deux enfants dans la France contemporaine. Antenne 2 se désintéresse de cette série et ne la diffuse qu'en avril 1980,.

### Retour au cinéma (1980-1988)
Après les années vidéo, Jean-Luc Godard tente de revenir au circuit classique du cinéma. En mai 1979, il contacte Jean-Paul Belmondo qui a acheté les droits d'adaptation de la biographie Jacques Mesrine mais Belmondo se méfie de Godard et refuse de collaborer de nouveau avec lui, craignant que son film ne soit trop expérimental. Godard envisage alors de réaliser un film aux États-Unis avec Francis Ford Coppola. Avec le scénariste Jean-Claude Carrière, il écrit un scénario intitulé The Story à partir du livre de l'écrivain Henry Sergg sur le mafieux Bugsy Siegel. Le projet s'enlise et Godard finit par y renoncer, notamment après que Diane Keaton eut refusé de jouer dans le film.
C'est finalement avec Sauve qui peut (la vie) (1980) que Godard revient au cinéma. Le film ouvre une nouvelle période dans son œuvre avec sept longs métrages en sept ans. Il brosse le portrait de trois personnages en quatre épisodes séparés. Godard, qui se méfie des scénarios écrits, innove en envoyant une cassette vidéo à la commission d'avance sur recettes du CNC. Plutôt bien accueilli par le public (620 000 entrées), il divise de nouveau la critique. Dans la revue Cinéma 80, Gérard Courant voit dans Sauve qui peut (la vie) « un film génial fait par un génie du cinéma »,.
Ensuite, Godard ressent le besoin de réaliser trois « vrais » films, trois longs métrages qui atteignent la perfection de l'image, en déférence à une esthétique du sublime. Selon le biographe de Godard Alberto Farassino, il s'agit d'une véritable trilogie du classicisme, du point de vue de la critique, ou de la perfection, du point de vue de la technique, ou encore de la virginité, dans le langage de la morale. Ce sera Passion (1982), Prénom Carmen (1983) et Je vous salue, Marie (1984).
Passion (1982), naît du désir de tourner avec Hanna Schygulla, la muse de Rainer Werner Fassbinder. Le film montre à la fois, un film en train de se faire dans lequel le réalisateur cherche à reproduire des peintures célèbres, l'hôtel dans lequel est hébergée l'équipe du film avec la patronne (Hanna Schygulla) et son mari (Michel Piccoli), directeur d'usine et enfin Isabelle (Isabelle Huppert), une jeune ouvrière en grève dans l'usine du mari. Si l'accueil critique est bon, le nombre de spectateurs est nettement moins élevé que pour le précédent film (207 000),.
Le second volet de la trilogie, Prénom Carmen, est une adaptation de Carmen transposée dans le monde contemporain dans laquelle il substitue à la musique de Georges Bizet les quatuors à cordes de Beethoven. Au départ, le film doit être tourné avec Isabelle Adjani mais celle-ci quitte le tournage après quelques jours, ne supportant pas la manière dont Godard la filmait. Elle est remplacée par Maruschka Detmers. Prénom Carmen est aussi le premier film dans lequel Godard se donne un rôle important depuis Vladimir et Rosa et donc la première fois que le grand public découvre son jeu d'acteur à l'écran. Le film remporte le Lion d'or à la Mostra de Venise en 1983 et un succès auprès du public (395 000 entrées),.
Sur le tournage de Passion, Godard rencontre Myriem Roussel, une jeune actrice dont il devient proche et avec laquelle il envisage plusieurs projets de films dont Dora et Freud, un film sur la relation de Sigmund Freud et sa première patiente et L'Homme de ma vie, un film sur l'inceste. Godard lui accorde un rôle important dans Prénom Carmen mais c'est avec Je vous salue, Marie (1985) que leur collaboration aboutit. Il revisite l'histoire de Marie en s'inspirant du livre de Françoise Dolto et Gérard Sévérin, L'Évangile au risque de la psychanalyse, et en la transposant dans le monde contemporain. Parallèlement, Anne-Marie Miéville tourne son propre film sur le même sujet intitulé Le Livre de Marie et présenté comme une préface du film de Godard. Le film de Godard provoque un immense scandale et suscite l'indignation des catholiques en France d'abord mais aussi en Amérique latine. Le public est de nouveau au rendez-vous (350 000 entrées en France),,,.
Pour finir Je vous salue, Marie dont le tournage est plus long que prévu, Godard s'engage à réaliser Détective qui est présenté comme un polar de Godard. Pour ce film réalisé à l'initiative du producteur Alain Sarde, Godard rassemble Johnny Hallyday, Nathalie Baye, Claude Brasseur, Jean-Pierre Léaud, Alain Cuny et Laurent Terzieff. Le film, tourné en septembre 1984, est présenté au festival de Cannes en 1985. L'accueil de la presse est mitigé, et le film enregistre 380 000 entrées en France,.
En février 1986, il tourne pour la télévision Grandeur et décadence d'un petit commerce de cinéma avec Jean-Pierre Mocky dans le rôle d'un producteur et Jean-Pierre Léaud dans le rôle d'un réalisateur. Il enchaîne avec le tournage de Soigne ta droite, une comédie burlesque avec Jacques Villeret, Dominique Lavanant, Michel Galabru et les Rita Mitsouko, dans laquelle il se donne à lui-même un rôle burlesque de cinéaste idiot. Le film, sorti en décembre 1987, ne rassemble que 130 000 spectateurs en France,. En 1985, il signe un contrat avec le producteur Menahem Golan pour réaliser aux États-Unis une adaptation du Roi Lear de William Shakespeare. Néanmoins, la réalisation du projet est difficile. Godard demande un scénario à l'écrivain américain Norman Mailer puis rejette son scénario. Il tourne finalement en février 1987 au bord du lac Léman avec Peter Sellars, Burgess Meredith, Molly Ringwald, Julie Delpy et Leos Carax puis présente le film au festival de Cannes de la même année. Le producteur est scandalisé par le travail de Godard et notamment par le fait que ce dernier ait utilisé leurs conversations privées dans le film. Le film n'est pas diffusé en France et ne reste à l'affiche que cinq jours aux États-Unis. Distribué en France en 2002, il ne comptabilise que 9 000 entrées,.

### LesHistoire(s) du cinéma(1988-2000)
De 1988 à 1998, il entreprend Histoire(s) du cinéma, vaste fresque philosophico-esthétique constituée de collages, de citations à la manière du Musée imaginaire d'André Malraux. De cette série de huit émissions, il publie une version illustrée de photogrammes aux éditions Gallimard. Le projet est achevé en 1998. Dans ses Histoire(s) du cinéma, Godard se sert du cinéma comme d'un moyen de penser. Dans l'entretien qu'il accorde aux Inrockuptibles en 1998, il explique : « J’ai fait une échographie de l’Histoire par le biais du cinéma. De par sa matière, qui est à la fois du temps, de la projection et du souvenir, le cinéma peut faire une échographie de l’Histoire en faisant sa propre échographie. Et donner une vague idée du temps et de l’histoire du temps. Puisque le cinéma, c’est du temps qui passe. Si on se servait des moyens du cinéma — qui est fait pour ça —, on obtiendrait un certain mode de pensée qui permettrait de voir les choses. » Cet essai cinématographique pose des problèmes complexes de droits d'auteur. Godard reprend en effet des extraits de films pour les insérer dans ses Histoire(s) du cinéma, mais au cinéma, il n'existe pas de droit de citation comme il en existe en littérature, ce qui rend la sortie du film difficile.
En parallèle de son travail sur les Histoire(s) du cinéma, Godard continue de tourner. Il réalise Nouvelle Vague (1990) avec Alain Delon. Le film raconte l'histoire d'un homme qui est abandonné par sa femme tandis qu'il se noie, puis qui la retrouve, la séduit et la sauve à son tour de la noyade avant qu'elle le reconnaisse. Le film est présenté au festival de Cannes en mai 1990. Le succès en salles est mitigé (140 000 entrées en France),. Il réalise ensuite Allemagne 90 neuf zéro avec la collaboration de son ancien assistant Romain Goupil. Il tourne aussi de courts essais comme L'Enfance de l'art pour l'Unicef, Pour Thomas Wainggai pour Amnesty International et (Parisienne People)s, une publicité réalisée avec Anne-Marie Miéville pour la marque de cigarette Parisienne puis un film plus ambitieux, Les enfants jouent à la Russie.
Il tourne Hélas pour moi (1993) avec l'acteur Gérard Depardieu. Le film remporte peu de succès (80 000 entrées en France),. Il réalise ensuite pour Gaumont un autoportrait intitulé JLG/JLG. Autoportrait de décembre. À l'occasion des célébrations du centième anniversaire du cinéma, il réalise avec Anne-Marie Miéville Deux fois cinquante ans de cinéma français dans lequel le cinéaste s'amuse à mettre à l'épreuve Michel Piccoli, le président des célébrations du centenaire, en l'interrogeant sur la signification de ces célébrations.
En 1996, il réalise For Ever Mozart. Le film fait 56 000 entrées dans l'ensemble de l'Union européenne,. Godard lui-même juge le film assez sévèrement : il considère que les acteurs ne sont pas assez bons et que le film reste trop théorique.
Anne-Marie Miéville l'engage comme acteur pour son film Nous sommes tous encore ici (1996) en remplacement d'un autre acteur qui s'est désisté au dernier moment puis l'engage à nouveau pour Après la réconciliation (1999).

### Années 2000
Le projet Éloge de l'amour naît en 1996 mais la gestation du film est particulièrement longue et Godard réécrit le scénario au moins quatre fois. Le tournage est lui aussi assez long et s'étale tout au long de l'année 1999 et le montage dure encore quinze mois. Sorti en 2001, le film reçoit un accueil critique relativement froid et rencontre un faible succès auprès du public (75 000 entrées en France),.
Godard réalise ensuite Notre musique. Le film, sorti en 2004, rencontre un très faible écho auprès du public (28 000 entrées en France),.
En 2006, Dominique Païni a donné carte blanche à Jean-Luc Godard pour organiser une exposition au Centre Georges-Pompidou initialement intitulée Collage(s) de France. Archéologie du cinéma. Il a proposé un projet financièrement irréalisable et l'exposition fut présentée au public inachevée sous le titre Voyage(s) en utopie. À la recherche d'un théorème perdu. JLG 1945-2005.
Cette expérience d'une exposition impossible est le point de départ d'un film d'Alain Fleischer consacré à Jean-Luc Godard et intitulé Morceaux de conversations avec Jean-Luc Godard. Le film montre Godard au travail à Rolle, des rencontres avec des étudiants du Fresnoy, des discussions avec Jean-Marie Straub, Danièle Huillet, Nicole Brenez, Dominique Païni, Jean-Michel Frodon, Jean Douchet, Jean Narboni, et André S. Labarthe,.
En 2008, il réalise une bande annonce pour le festival de Vienne intitulée Une catastrophe. En 2010, après la mort d'Éric Rohmer, Godard réalise un film hommage de 3 min 26 s. Le film reprend les titres des articles de Rohmer dans les années 1950 tandis que Godard en voix off évoque des souvenirs communs.

### Années 2010
En 2010, Godard réalise Film Socialisme. Le film est sélectionné au festival de Cannes de 2010 dans la section « Un certain regard ». Avant la projection de son film, il en diffuse sur internet des versions condensées où l'on peut voir l'ensemble des images du film en accéléré. Le film, qui est composé d'un ensemble de saynètes collées ensemble, totalise 38 000 entrées dans l'ensemble des pays de l'Union européenne.
En novembre 2010, Jean-Luc Godard reçoit un Oscar d'honneur pour l'ensemble de sa carrière. Lors de la remise du prix en novembre 2010, le scénariste Phil Alden Robinson a déclaré : « Godard a changé la façon d'écrire, de réaliser, de tourner et de monter. Il n'a pas seulement bouleversé les règles. Il les a écrasées en voiture avant de repasser dessus en marche arrière pour être sûr qu'elles étaient bien mortes »,.
Cette remise des Oscars relance les accusations d'antisémitisme dont il est l'objet depuis les années 1970. La polémique à ce sujet reprend aux États-Unis le 6 octobre 2010 quand le Jewish Journal du grand Los Angeles (en) titre « Jean-Luc Godard est-il antisémite ? » Au même moment, Alain Fleischer aborde cette question dans un ouvrage intitulé Réponse du muet au parlant et souligne des propos troubles sur la question. Daniel Cohn-Bendit dans le journal Le Monde et Antoine de Baecque sur le site Rue89 considèrent que l'antisionisme de Godard ne peut pas être assimilé à de l'antisémitisme,. L'accusation d’antisémitisme est également contestée par l’écrivain Maurice Darmon dans un livre intitulé La Question juive de Jean-Luc Godard.
Après Film Socialisme, Jean-Luc Godard expérimente le cinéma en 3D. Il tourne un court métrage, Les Trois Désastres, présenté à la semaine de la critique du festival de Cannes 2013 dans un triptyque commun avec Peter Greenaway et Edgar Pêra intitulé 3x3D, et un long métrage, Adieu au langage, sélectionné en compétition au festival de Cannes 2014. Godard ne va pas à Cannes pour présenter son film mais envoie une « lettre filmée à Gilles Jacob et à Thierry Frémaux », un court métrage de huit minutes pour expliquer son geste,,,. Malgré son désir de ne recevoir aucun prix, le jury lui décerne sa première récompense cannoise après huit sélections : le Prix du jury,.
À l'occasion du Festival de Cannes 2018, il présente Le Livre d'image, film expérimental consacré en grande partie au monde arabe, citant abondamment Une ambition dans le désert d'Albert Cossery. Le réalisateur ne se déplace pas à Cannes mais fait la conférence de presse en visioconférence. Cette fois, il reçoit pour ce film une Palme d'or « spéciale ». Jean-Michel Frodon y perçoit un « grand voyage dans les images, les sons et les événements (qui) construit une réflexion centrée sur l’histoire du Moyen-Orient pour reformuler les enjeux d’une aspiration révolutionnaire au futur »
En octobre 2019, il fait la une des Cahiers du Cinéma cigare fumant au bec. Dans ce long entretien accordé à Stéphane Delorme et Joachim Lepastier, le cinéaste revient sur sa vie et son dernier film Le Livre d'image.
Depuis 2002, le réalisateur Fabrice Aragno a collaboré avec Jean-Luc Godard sur ses derniers films et est devenu son homme de confiance jusqu'à sa mort,.

### Mort
Jean-Luc Godard meurt le 13 septembre 2022 à l'âge de 91 ans à Rolle en Suisse. Selon l'association Exit, le réalisateur a eu recours à leur aide au suicide en raison de polypathologies invalidantes, une pratique légale et encadrée en Suisse. Son corps est incinéré le 15 septembre, et ses cendres sont remises à sa veuve, puis dispersées dans le lac Léman.

## Méthodes de travail

### Titres
Godard choisit généralement le titre de son prochain film avant de savoir à quoi ressemblera le film. Dans un entretien avec Serge Kaganski en 2004, il explique : « le titre vient toujours avant. Le seul titre que j’ai trouvé après le film, c’est À bout de souffle, et je ne l’aime pas du tout. Pour le suivant, j’ai eu l'idée d’un titre, Le Petit Soldat, avant même de savoir à quoi ressemblerait le film. Les titres sont devenus des panneaux indicateurs artistiques. Le titre me dit dans quelle direction je dois chercher. »

### Godard et l'art de la citation
Les films de Godard sont peuplés de citations, qu'elles soient picturales, musicales, littéraires, philosophiques, historiques ou cinématographiques. Dans la conférence de presse qu'il donne au festival de Cannes en 1990 au moment de la sortie de Nouvelle Vague, Godard se définit comme l'« organisateur conscient du film » plutôt que comme l'auteur et explique son rapport aux citations : « Pour moi, toutes les citations — qu'elles soient picturales, musicales, littéraires — appartiennent à l'humanité. Je suis simplement celui qui met en relation Raymond Chandler et Fedor Dostoïevski dans un restaurant, un jour, avec des petits acteurs et des grands acteurs. C'est tout. »

### Éléments autobiographiques
Jean-Luc Godard ne fait pas de films autobiographiques. Néanmoins, on peut retrouver dans certains de ses films quelques éléments à caractère autobiographique. Par exemple dans À bout de souffle, la scène dans laquelle Michel Poiccard vole de l'argent à son amie Liliane pendant qu'elle s'habille rappelle l'habitude du jeune Jean-Luc Godard de voler de l'argent à ses proches. Dans Le Petit Soldat, on voit une jeunesse adepte de provocations politiques, de belles voitures et de drague obsessionnelle, vraisemblablement assez proche du milieu que Godard a fréquenté à Genève en 1953 et 1954. Dans Prénom Carmen, Godard joue lui-même le personnage de l'oncle Jean, un cinéaste interné en hôpital psychiatrique. Godard a lui-même fait un séjour en hôpital psychiatrique en 1953, interné à la demande de son père pour échapper à la prison après un vol.

## Analyses de l’œuvre

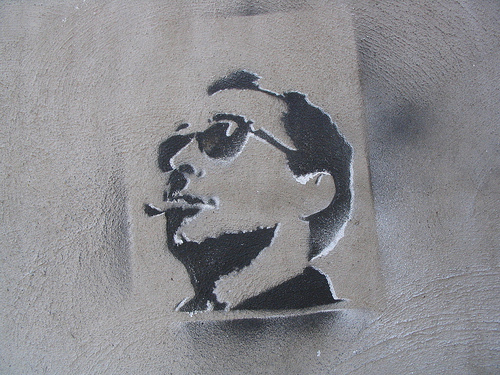
Portrait de Jean-Luc Godard

### Construction des films
Godard explique : « J'ai fait plutôt des films, comme deux ou trois musiciens de jazz : on se donne un thème, on joue et puis ça s'organise. » À des degrés divers et selon les époques, le cinéaste rompt avec la dimension narrative du cinéma classique ainsi qu'avec l'idée de personnages. Toutefois, ses premiers films sont influencés par la série B, le polar et le film noir qu'il cherche à transcender par une relecture critique des genres au détriment d'un récit traditionnel. Alphaville revisite, quant à lui, l'anticipation. Son œuvre joue du faux raccord et déconnecte l'image du son qui deviennent deux entités à part entière. Par ailleurs, Godard mêle indistinctement fiction, documentaire, militantisme, peinture, sociologie, musique et art vidéo. Il n'y a pas forcément de scénario, ni de dialogues préétablis, mais une suite de collages ou une mosaïque de fragments visuels et des notes éparses, assemblées selon des liens plastiques et sonores. Dans ses réalisations, le sens à donner aux images appartient au spectateur : la signification naît après la vision et non avant.

### Montage
Pour le philosophe Gilles Deleuze, l'art du montage chez Godard est construit sur l'usage du ET, de l'entre-deux pour montrer le no man's land des frontières : « Ce qui compte chez lui, ce n'est pas 2 ou 3, ou n'importe combien, c'est ET, la conjonction ET. L'usage du ET chez Godard, c'est l'essentiel. C'est l'important parce que notre pensée est plutôt modelée sur le verbe être, EST. [...] Le ET, ce n'est ni l'un ni l'autre, c'est toujours entre les deux, c'est la frontière [...] Le but de Godard : « voir les frontières », c'est-à-dire faire voir l'imperceptible ».

### Jeux de mise en abyme sur le cinéma
Le cinéma intervient très souvent dans ses films dans des jeux de mise en abyme. Exemples : Détective où l'on voit une caméra JVC qui filme. À un moment elle se tourne vers l'oncle (Terzieff), se tournant en réalité vers la caméra qui la filme, créant un effet de mise en abyme similaire à celui de l'ouverture du Mépris.
Le cinéaste fait aussi souvent allusion à du matériel vidéo : le néon AGFA dans Détective, les VHS et le vidéoclub dans Hélas pour moi…
La mise en abyme est très présente par le biais des activités des personnages qui :
- vont au cinéma (À bout de souffle, Vivre sa vie, Masculin/féminin, Pierrot le Fou, les Carabiniers, Éloge de l'amour où une scène se passe à l'Espace Saint-Michel) ;
- tournent un film (Le Mépris, Passion, Prénom Carmen, For Ever Mozart) ;
- parlent longuement de films (le scénariste, le producteur et Fritz Lang dans Le Mépris).

Des affiches d'autres films apparaissent parfois. Exemples : dans Éloge de l'amour, on voit l'affiche de Matrix. Dans le Mépris et 2 ou 3 choses, on voit l’affiche de Vivre sa vie.